# Веселоіванівське
Веселоіва́нівське — село в Україні, у Кам'янській селищній громаді Пологівського району Запорізької області. Населення становить 21 осіб. До 2020 орган місцевого самоврядування — Новоукраїнська сільська рада.

## Географія
Село знаходиться на лівому березі річки Кам'янка, вище за течією на відстані 2 км розташоване село Тополівка (зняте з обліку), нижче за течією примикає село Гоголівка.

## Історія
12 червня 2020 року, відповідно до розпорядження Кабінету Міністрів України № 713-р «Про визначення адміністративних центрів та затвердження територій територіальних громад Запорізької області», увійшло до складу Більмацької селищної громади.
19 липня 2020 року, в результаті адміністративно-територіальної реформи та ліквідації  Більмацького району увійшло до складу Пологівського району.